# Club Deportivo Serrato Pacasmayo
El Club Deportivo Serrato Pacasmayo, anteriormente conocido como Willy Serrato fue un club de fútbol peruano, jugaba como local en la ciudad de Guadalupe, provincia de Pacasmayo en el departamento de La Libertad.

## Historia
El Club Deportivo Serrato Pacasmayo, es fundado en asamblea extraordinaria, el día 9 de febrero del 2012, como Club Deportivo Social y Cultural Willy Serrato Puse, a partir de reuniones de un grupo de deportistas del Olmos encabezados por Luis Enrique Cabrera Tiquillahuanca, natural del caserío La Pilca, y residentes del distrito de Pimentel, y con el apoyo del alcalde de Olmos de aquel entonces, Willy Serrato Puse, en cuyo honor se nombró al club, por el hecho de haber permitido su resurgimiento, quien fue designado como "Socio Honorario y Fundador". Este club nace a partir de la adquisición del Club Asociación Deportiva Corporación Espinoza, fundado previamente el 9 de marzo del 2009 en el balneario de Pimentel, provincia de Chiclayo por iniciativa del Ing.Nilton Marlon Espinoza Gonzáles,un profesional destacado que laboro en Corporaciones importantes como Backus y Johnston S.A y Toyota del Perú, y que para el 2012 gracias a su gestión tanto Gerencial como Jefe de Comando Técnico, había ascendido a la Primera Distrital de Pimentel, y que en el primer semestre, había logrado avanzar a Liga Provincial de Chiclayo. Es importante reafirmar que Corporación Espinoza, logró con éxito su plan de trabajo, priorizando el trabajo y apoyo familiar que desde hace más de 30 años, es señal de identidad de esta renombrada familia norteña, que por primera vez llevó a un club de barrio a la órbita del fútbol profesional peruano.
Conformado el club a mediados del 2012, realizó su participación en la Liga Provincial, donde logra salir campeón, y con ello, el equipo debuta en la Copa Perú y es aquí donde definió el título departamental con el Deportivo Pomalca en la ciudad de Olmos.
Representando a Lambayeque, el Willy Serrato se enfrentó a elencos como el Deportivo Malca de Bagua, el Rosario Central de Sechura, el Sporting Pizarro de Tumbes y el José Olaya de Paita, quedando en un segundo puesto de su grupo y estando a poco de llegar a la Nacional.
En el 2013, bajo la dirección de Medardo Arce, participa en la Liga Superior de Lambayeque clasificándose en la Departamental de la Copa Perú. En esta instancia endosó un 15-3 al Deportivo La Balsa, representante de Ferreñafe. Luego de disputar la final departamental con la Universidad Señor de Sipán, ha participando en la etapa Regional de la Copa Perú y en la actualidad se encuentra en la fase Nacional.

### Clasificación a la Etapa Nacional
En la Copa Perú 2013, llega hasta semifinales de la Etapa Nacional, después de haber eliminado en tanda de penales 3(1)-3(3) a Comerciantes Unidos en los octavos de final y al Carlos A. Mannucci en los cuartos de final por un global de 6-4 a favor de los pimenteleños.
En la instancia de semifinales, se enfrentó a la escuadra de Unión Huaral donde ganó por la mínima en el partido de ida disputado en la ciudad de Chancay; ya para el partido de vuelta jugado en el distrito de Olmos el equipo Pelícano lograría imponer la pariedad global (1-1) teniendo que jugarse por tanda de penales, siendo los dirigidos por Guillermo Esteves los que se llevarían la victoria por 1-4, y dando así por concluida la participación de la escuadra Willysta en la Copa Perú 2013.

### Debut en el fútbol profesional (Segunda División Peruana 2014)
En su debut en el fútbol profesional el equipo celeste logró el quinto puesto.

### Segunda División Peruana 2015
Terminada su participación en el 2014, las riendas del club fueron tomadas por Jean Acevedo Cerna, presidente del Grupo Deportivo Sport Chavelines Juniors de Pacasmayo, con lo cual se mudaron a Pacasmayo, definiéndole una nueva localía específica (a diferencia de años anteriores que estuvo entre Pimentel, Olmos y hasta Chiclayo), con una reestructuración, cambio de logo y camiseta, para el Torneo Descentralizado de Segunda División 2015.
Tras un inicio irregular con Flavio Maestri en la dirección técnica, el equipo logra un gran realce de la mano del DT Carlos Galván destacando jugadores como Eder Hermoza, Kevin Ascárate y Ariel Conrad llegando incluso a tener opciones de campeonar al lograr importantes triunfos ante el Sport Boys y Deportivo Coopsol, logrando un meritorio 5° puesto en la Segunda División del Perú.

### Segunda División Peruana 2016
Tras la campaña del año 2015, el club deja de ser manejado por Jean Acevedo y deja de formar parte del Grupo Deportivo Sport Chavelines. Esto trajo consigo la duda de su participación en el campeonato. Sin embargo, su fundador, Willy Serrato Puse, mantuvo la participación de su club en la Segunda División en medio de la incertidumbre, con un inicio difícil (donde inclusive se les declaró un Walk Over en la primera fecha donde les correspondía jugar de local), y donde adoptó un nuevo escudo directamente relacionado con la provincia, con sus colores clásicos, y pasando a jugar de local en el distrito de Guadalupe, en la misma provincia de Pacasmayo, en el estadio Carlos A. Olivares. Durante la temporada, esta nueva adaptación, en medio de la regularización de aspectos económicos, logísticos y documentarios, trajo consigno una campaña bastante irregular en su inicio, pero luego la presidencia fue asumida por Jesús Carrera, empresario norteño ligado a la rubro agrícola, y la dirección técnica pasó a manos de un "viejo conocido": Carlos Galván, donde recuperaron el rumbo, lograron mantenerse invictos de local (con excepción del último partido), y consiguieron mantener la categoría sin inconvenientes para el año 2017.

### Cambio oficial de Nombre
En el año 2017, tras lograr absolver los diferentes factores que lo aquejaron el año anterior, el club pasó a llamarse oficialmente en Registros Públicos como "Club Deportivo Serrato Pacasmayo", donde sus colores seguirán siendo los mismos, celeste con azul, y reafirmando el escudo que habían empleado en el 2016, logrando identificación absoluta con la ciudad.

### Segunda División Peruana 2018 y Descenso a Copa Perú
En el año 2018 tras una terrible campaña descendió a la Copa Perú tras perder contra Atlético Grau por 1 a 3 y a falta de 3 fechas del final del campeonato como el equipo más goleado de esa edición, Al año siguiente debido a no cancelar las deudas no participó de la Etapa Departamental de la Copa Perú 2019.

## Uniforme
- Uniforme titular: Camiseta celeste, pantalón azul, medias celestes.
- Uniforme alternativo: Camiseta blanca, pantalón blanco, medias blancas.

### Willy Serrato

#### Titular
| 2012 | 2013 | 2014 | 2014 | 2015 |

#### Alternativo
| 2014 | 2015 |

### Serrato Pacasmayo

#### Titular
| 2016 | 2017 |

#### Alternativo
| 2016 | 2017 |

### Deportivo Serrato

#### Titular
| 2018 | 2019-2020 |

#### Alternativo
| 2018 | 2019-2020 |

#### Tercero
| 2019-2020 |

### Indumentaria y patrocinador
| Periodo     | Patrocinador |
| ----------- | ------------ |
| 2012 - 2013 | Deport       |
| 2013 - 2015 | Real         |
| 2015 - 2016 | NewLife      |
| 2016        | Convert      |
| 2017        | NewLife      |
| 2018        | GS Sports    |
| 2018        | Habitez      |

| Periodo     | Patrocinador                      |
| ----------- | --------------------------------- |
| 2012 - 2015 | Willy Serrato Puse                |
| 2015        | UCV                               |
| 2016        | TV Cable Norte Chepén - Guadalupe |

## Datos del club
- Temporadas en Primera División:  0
- Temporadas en Segunda División:  5 (2014 - 2018)
- Mayor goleada conseguida:
  - En campeonatos nacionales de local: Serrato Pacasmayo 5:1 Cienciano (25 de junio del 2017).
  - En campeonatos nacionales de visita: Deportivo Coopsol 1:3 Willy Serrato (3 de octubre del 2015)
- Mayor goleada recibida:
  - En campeonatos nacionales de local: Serrato Pacasmayo 0:8 Deportivo Coopsol (2 de septiembre de 2018).
  - En campeonatos nacionales de visita: Unión Huaral 11:0 Serrato Pacasmayo (28 de octubre de 2018).
- Mejor puesto en la Segunda División: 5° (2014 y 2015)
- Peor puesto en la Segunda División: 15° (2018)

## Entrenadores
Club Deportivo Social y Cultural Willy Serrato Puse
- Jesús Oropesa (2012)
- Marco Antonio Ipinze (2013)
- Medardo Arce (2013)
- Jesús Oropesa (2014)
- Segundo Quiroz (Interino) (2014)
- Flavio Maestri (2015)
- Carlos Galván (2015)
- Mitchell Silva (2016)
- Melecio Paredes (2016)
- Carlos Galván (2016)

Club Deportivo Serrato Pacasmayo
- Eduardo Asca (2017)
- Ítalo Rivera (2017)
- Rainer Torres (2018)
- Matías Tatangelo (2018)
- Ramón Castro (2018)

## Palmarés

### Torneos regionales
| Competición regional                   | Títulos | Subcampeonatos |
| -------------------------------------- | ------- | -------------- |
| Liga Departamental de Lambayeque (0/2) |         | 2012, 2013.    |
| Liga Superior de Lambayeque (0/1)      |         | 2013.          |
| Liga Provincial de Chiclayo (1/0)      | 2012.   |                |